# Один прекрасный день (телесериал, 2006)
«Один прекрасный день» (кор. 어느 멋진 날, нр. Eoneu Meotjin Nal) — южнокорейский телесериал 2006 года. Главные роли исполнили Кон Ю, Сон Ю Ри, Нам Гун Мин и Ли Ён Хи. Сериал транслировался на канале MBC по средам и четвергам с 31 мая по 20 июля 2006 года.

## Сюжет
Хотя Со Гон и Со Ха Ныль не связаны кровным родством, по закону они являются братом и сестрой после женитьбы отца Гона и матери Ха Ныль. Но после смерти родителей их отправляют в приют, где со слезами разлучают, отдав на усыновление в разные семьи.
В Корее Ха Ныль получает новое имя Пак Хе Вон и растёт в богатой, любящей семье — настолько, что находит это удушающим. Её приёмная мать относится к ней как к своей умершей биологической дочери, а приёмный брат одержим ею.
В Австралии Гон растёт в бедности вместе со своим приёмным отцом и приёмной сестрой Ку Хё Чжу. Он становится мелким бандитом, чьи главные таланты — это мошенничество и драки. Когда он слышит от своего лучшего друга, что его сестра Ха Ныль была удочерена в богатую семью и живёт как принцесса, он решает вернуться на родину, чтобы выманить у неё деньги. Хё Чжу, которая уже давно влюблена в него, следует за Гоном в Корею.
Тем временем, Ха Ныль каждый день желает убежать от своих приёмных родителей и брата. Она втайне работает в аквариуме, где постоянно препирается с куратором Кан До Ха, которому начинает нравиться. И вот однажды перед ней внезапно появляется Гон. Она никогда не забывала его и, как тысячи раз представляла в своих мечтах, её «родной» брат вернулся к ней, как и обещал. Отдалённые друг от друга миром, они воссоединяются после 15 лет разлуки. По-началу Гон лишь хочет выудить у неё деньги, но он не может не защищать и не заботиться о своей сестре. По мере того, как они сближаются, их отношения и чувства становятся всё более сложными, и они начинают понимать, что их взаимная привязанность — нечто большее, чем родственные чувства.

## В ролях

### В главных ролях
- Кон Ю — Со Гон
- Сон Ю Ри — Со Ха Ныль/Пак Хе Вон
- Нам Гун Мин — Кан Дон Ха
- Ли Ён Хи — Ку Хё Чжу

### Второстепенный состав
- Кан Сон Джин — Ку Сун Чан/Джеймс (друг Гона)
- Ли Ги Ёль — Ку Кён Тэк (приёмный отец Гона)
- Чон Дон Хван — Пак Чжин Квон (приёмный отец Ха Ныль)
- Сону Ын Сук — Чжи Су Хён (приёмная мать Ха Ныль)
- Ю Ха Джун — Пак Тхэ Вон (приёмный брат Ха Ныль)
- Ан Ён Хон — Ким Мал Чжа (подруга Ха Ныль)
- Ли Он Джон — Чой Сун Кён (подруга Ха Ныль)

## Международные трансляции
С 30 января 2010 года дораму показывали во Вьетнаме на канале HTV9.
В виду возрастающей популярности Гон Ю в Японии после «Первого кафе „Принца“», дораму показывали на Fuji TV, начиная с 4 октября 2010 года.